# Ознака Діні
У математиці ознаки Діні та Діні–Ліпшіца є високоточними, вони використовуються для доведення збіжності ряду Фур’є в заданій точці. Ознаки названі на честь Уліса Діні та  Рудольфа Ліпшіца.

## Означення
Нехай {\displaystyle f} — функція, що задана на відрізку {\displaystyle [0,2\pi ]},  {\displaystyle t} — деяка точка та {\displaystyle \delta } —  додатне число. Визначимо локальний модуль неперервності в точці  {\displaystyle t} як
{\displaystyle \left.\right.\omega _{f}(\delta ;t)=\max _{|\varepsilon |\leq \delta }|f(t)-f(t+\varepsilon )|.}
Зауважимо, що {\displaystyle f} розглядається як періодична функція; наприклад, якщо {\displaystyle t=0} i {\displaystyle \varepsilon <0}, тоді вважаємо, що  {\displaystyle f(\varepsilon )=f(2\pi +\varepsilon )}.
Глобальний модуль неперервності (або просто модуль неперервності) визначається як
{\displaystyle \omega _{f}(\delta )=\max _{t}\omega _{f}(\delta ;t).}
За допомогою цих визначень можемо сформулювати основний результат:
Теорема (ознака Діні): Нехай у точці  {\displaystyle t}  функція {\displaystyle f} задовольняє умову
{\displaystyle \int _{0}^{\pi }{\frac {1}{\delta }}\omega _{f}(\delta ;t)\,\mathrm {d} \delta <\infty .}
Тоді ряд Фур’є функції {\displaystyle f} у точці {\displaystyle t} збігається до функції {\displaystyle f(t)}
Наприклад, теорема справедлива при {\displaystyle \omega _{f}=\log ^{-2}\left({\frac {1}{\delta }}\right)}, але несправедлива при {\displaystyle \omega _{f}=\log ^{-1}\left({\frac {1}{\delta }}\right)}.
Теорема (ознака Діні–Ліпшіца): Нехай функція  {\displaystyle f} задовольняє умову
{\displaystyle \omega _{f}(\delta )=o\left(\log {\frac {1}{\delta }}\right)^{-1}.}
Тоді ряд Фур’є функції {\displaystyle f} рівномірно збігається до {\displaystyle f}.
Зокрема, будь-яка функція з класу Гельдера задовольняє ознаку Діні–Ліпшіца.

## Точність
Обидві ознаки є найкращими у своєму роді. Для ознаки Діні–Ліпшіца можна побудувати функцію з модулем неперервності, що задовольняє ознаку з точністю асимптотичної оцінки {\displaystyle O} замість {\displaystyle o}, тобто
{\displaystyle \omega _{f}(\delta )=O\left(\log {\frac {1}{\delta }}\right)^{-1},}
i ряд Фур’є функції  {\displaystyle f}  розходиться. Для ознаки Діні, твердження щодо точності є трошки довшим: для будь-якої функції {\displaystyle \delta } такої, що
{\displaystyle \int _{0}^{\pi }{\frac {1}{\delta }}\Omega (\delta )\,\mathrm {d} \delta =\infty }
існує така функція  {\displaystyle f}, що
{\displaystyle \omega _{f}(\delta ;0)<\Omega (\delta ),}
i ряд Фур’є функції  {\displaystyle f}  розходиться у точці {\displaystyle 0}.

## Модифікована ознака Діні
Справедлива також модифікація ознаки Діні на випадок, коли функція  {\displaystyle f}  має розрив у точці {\displaystyle t}, але тим не менш, її звуження на проміжках {\displaystyle (t-\varepsilon ,t)} та {\displaystyle (t,t+\varepsilon )} можуть бути продовженими до функції, що задовольняють ознаку Діні.
Нехай {\displaystyle f_{+}}, {\displaystyle f_{-}} — деякі числа. Покладемо для {\displaystyle \delta >0}
{\displaystyle \omega _{f,f_{+}}^{+}(t,\delta ):=\sup \limits _{s\in (t,t+\delta )}|f(s)-f_{+}|,}
{\displaystyle \omega _{f,f_{-}}^{-}(t,\delta ):=\sup \limits _{s\in (t-\delta ,t)}|f(s)-f_{-}|.}
Якщо числа {\displaystyle f_{+}}, {\displaystyle f_{-}} та функція  {\displaystyle f}  такі, що
{\displaystyle {\begin{aligned}&\int \limits _{0+}\limits {\frac {\omega _{f,f_{+}}^{+}(t,\delta )\,d\delta }{\delta }}<+\infty ,\\&\int \limits _{0+}\limits {\frac {\omega _{f,f_{-}}^{-}(t,\delta )\,d\delta }{\delta }}<+\infty ,\end{aligned}}}
то ряд Фур’є функції  {\displaystyle f}  у точці  {\displaystyle t}  збігається до {\displaystyle {\frac {f_{+}+f_{-}}{2}}}.

## Приклад застосування ознаки Діні: сума обернених квадратів
Розглянемо періодичне продовження функції {\displaystyle x^{2}}  з проміжку {\displaystyle [-\pi ,\pi )}:
{\displaystyle f(x)=\left(\pi \left\{{\frac {x}{\pi }}\right\}\right)^{2},}
де фігурні дужки позначають дробову частину числа. Нескладно знайти розклад цієї функції в ряд Фур’є:
{\displaystyle f(x)\sim {\frac {\pi ^{2}}{3}}+4\sum \limits _{n=1}^{\infty }{\frac {(-1)^{n}}{n^{2}}}\cos nx.}
Підставляючи {\displaystyle x=0} та {\displaystyle x=\pi }, i користуючись для обґрунтування точкової збіжності відповідно звичайною та модифікованою ознакою Діні, отримаємо наступні рівності:
{\displaystyle \sum \limits _{n=1}^{\infty }{\frac {(-1)^{n-1}}{n^{2}}}={\frac {\pi ^{2}}{12}}}
та
{\displaystyle \sum \limits _{n=1}^{\infty }{\frac {1}{n^{2}}}={\frac {\pi ^{2}}{6}}.}